# Werkeiland Lelystad
Het Werkeiland Lelystad was het eerste bewoonde deel van het nog niet ingepolderde Oostelijk Flevoland. Het vroegere eiland maakt tegenwoordig deel uit van de wijk Lelystad-Haven en is te herkennen aan de hogere ligging ten opzichte van de rest van Lelystad en aan de oudste bebouwing van de Flevopolder.

## Geschiedenis
Bij de inpoldering van Oostelijk Flevoland werd in 1950 gestart vanuit een zogenaamd werkeiland. Dit eiland, dat midden in het IJsselmeer werd aangelegd, vormde het beginpunt van de dijkaanleg rondom de nieuwe polder. Voor de huisvesting van de dijk- en polderwerkers werden er vanaf 1951 houten barakken gebouwd, die samen het Houten Kamp werden genoemd. Er werd een haven aangelegd en een gemaal gebouwd, De Wortman, dat samen met twee andere gemalen elders in de dijkring, de polder Oostelijk Flevoland in negen maanden droogmaalde.
In de jaren 1952 en 1953 werden de houten barakken vervangen door woningen van steen, ontworpen door J.S.O. Meffert. Dit Stenen Kamp is het oudste wooncomplex van Lelystad. Deze stenen huizen werden tot  woningen voor het personeel van onder meer het gemaal, maar ook voor de politieagent, de sluiswachter en andere uniformdragers. Ze zijn in 2007 gerenoveerd en geschikt gemaakt voor permanente bewoning. Het complex is erkend als gemeentelijk monument.
Toen rond het jaar 1956 de dijken gesloten waren werden er onder meer voor medewerkers van de Dienst Zuidelijke IJsselmeerpolders zogenaamde Zweedse barakken neergezet, gebouwen van hout die eerst in Zeeland dienst gedaan hadden als tijdelijke woningen voor slachtoffers van de watersnoodramp.
De straten op het werkeiland hadden geen namen en de bewoners namen zelf het initiatief om ze te benoemen. De weg naar de Knardijk werd zo informeel Lange Jammer gedoopt. De stenen huizen tezamen werden Petwijk genoemd vanwege de uniform dragende bewoners. De vroegere kantine van het complex aan de huidige Pioniersstraat heeft een horecabestemming gekregen met de naam "De Lange Jammer", als verwijzing naar de periode van de inpoldering.